# Mala Pačetina
Mala Pačetina est un village de la municipalité de Petrovsko (comitat de Krapina-Zagorje) en Croatie. Au recensement de 2011, le village comptait 104 habitants.